# فیلم‌شناسی برد پیت

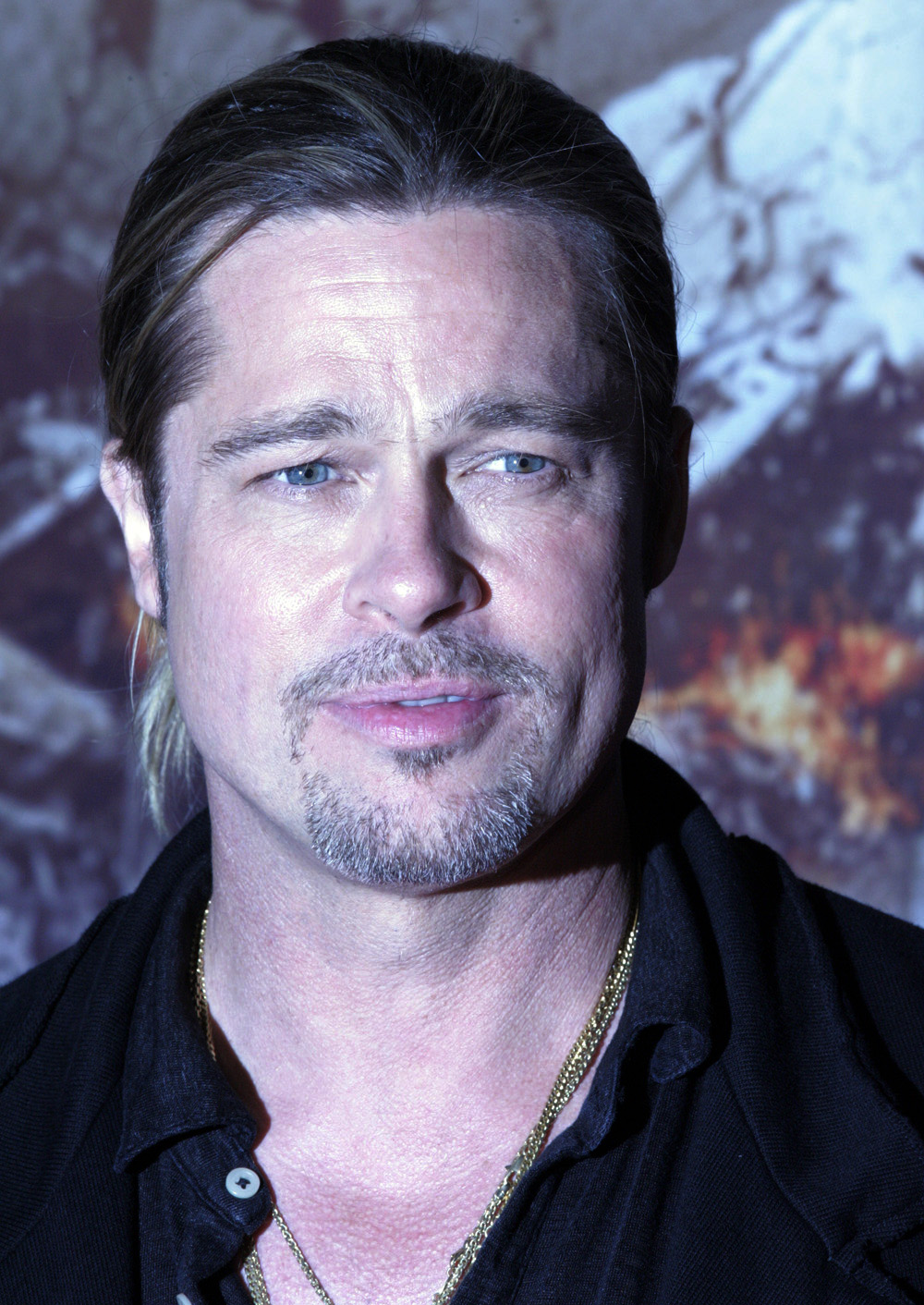
برد پیت در فرش قرمز سیدنی اکران جنگ جهانی زد، ۹ ژوئن سال ۲۰۱۳

برد پیت بازیگر و تهیه‌کنندهٔ آمریکایی است. حرفهٔ بازیگری او در سال ۱۹۸۷ با ایفای نقش در سریال تلویزیونی پربینندۀ خیابان جامپ شماره ۲۱ از شبکۀ فاکس آغاز شد. او متعاقباً در اواخر دهه ۱۹۸۰ در قسمت‌هایی از مجموعه‌های تلویزیونی ایفای نقش کرد. پیت اولین نقش اصلی خود را در سال ۱۹۸۹ در فیلم اسلشر طبقه برنده ایفا کرد. بازی در فیلم‌های تلما و لوییز (۱۹۹۱) و رودخانه‌ای از میان آن می‌گذرد (۱۹۹۲) او را به شهرت رساند. او بعدها نقش خون‌آشام لویی دو پونت دو لاک را در درام ترسناک مصاحبه با خون‌آشام (۱۹۹۴) بر عهده گرفت و برای بازی در درام حماسی افسانه‌های خزان (۱۹۹۴)، اولین نامزدی جایزه گلدن گلوب بهترین بازیگر مرد فیلم درام خود را به‌دست آورد.
در سال ۱۹۹۵، پیت در فیلم هیجان‌انگیز و موفق هفت به کارگردانی دیوید فینچر بازی کرد. او در آن فیلم نقش یک کارآگاه را بازی می‌کند که در تعقیب یک قاتل زنجیره‌ای است. قاتل افراد گناهکار را بر اساس هفت گناه کبیره به قتل می‌رساند. بازی پیت به‌عنوان یک بیمار روانی در فیلم علمی تخیلی ۱۲ میمون برای او جایزه گلدن گلوب بهترین بازیگر نقش مکمل مرد و نامزدی جایزه اسکار را در همان رده به ارمغان آورد. او حرفه‌اش را با ایفای نقش هاینریش هارر در فیلم زندگینامه‌ای هفت سال در تبت (۱۹۹۷) و در نقش مرگ در فیلم با جو بلک آشنا شوید (۱۹۹۸) ادامه داد. پیت دوباره در فیلم باشگاه مبارزه (۱۹۹۹) با فینچر همکاری کرد و نقش تایلر دوردن، رهبر فرقه ضد مصرف‌گرایی را بازی کرد. این نقش او را ملزم به یادگیری بوکس، تکواندو و گلاویز شدن نمود. این فیلم در زمان انتشار یک شکست تجاری محسوب شد و از آن زمان، به یک فیلم کالت تبدیل شده‌است. پیت در مجموعه فیلم سرقتی-جنایی اوشن (۲۰۰۷–۲۰۰۱) نقش راستی رایان را بازی کرد. این فیلم با موفقیت تجاری همراه بود. در سال ۲۰۰۲، او نامزد دریافت جایزه ساعات پربیننده امی برای حضور مهمان در سریال کمدی فرندز در کنار همسر سابقش، جنیفر آنیستون شد. همچنین در آن سال، پیت یک شرکت تولید فیلم به نام پلن بی انترتینمنت را راه‌اندازی کرد. اولین فیلم منتشرشده این کمپانی، فیلم جنگی-حماسی تروآ (۲۰۰۴) با بازی پیت بود. او نقش یک قاتل را در مقابل آنجلینا جولی در فیلم کمدی-اکشن آقا و خانم اسمیت (۲۰۰۵) بازی کرد.
پیت در سال ۲۰۰۶ تهیه‌کننده درام جنایی رفتگان بود و آن را تولید کرد. او در سال ۲۰۰۶ در کنار کیت بلانشت در درام چند روایتی بابل بازی کرد. فیلم رفتگان برنده جایزه اسکار بهترین فیلم شد. بازی پیت در فیلم درام مورد عجیب بنجامین باتن (۲۰۰۸)، در نقش مردی عجیب که به مرور زمان جوان‌تر می‌شود و به‌صورت وارونه عمر می‌کند، نامزدی جایزه اسکار بهترین بازیگر نقش اول مرد را برای او به ارمغان آورد. او در فیلم جنگی و موفق حرامزاده‌های لعنتی (۲۰۰۹) بازی کرد و فیلم ابرقهرمانی کیک-اس را در سال ۲۰۱۰ و دنباله آن را در سال ۲۰۱۳ تهیه کرد. در سال ۲۰۱۱، او برای تهیه‌کنندگی و بازی در فیلم درام و تجربی درخت زندگی و فیلم بیوگرافی مانیبال تحسین منتقدان را به‌دست آورد. این دو فیلم نامزد جایزه اسکار بهترین فیلم شدند. او همچنین نامزدی بهترین بازیگر مرد را برای فیلم مانیبال به‌دست‌آورد. بزرگترین موفقیت تجاری او با فیلم آخرالزمانی جنگ جهانی زد (۲۰۱۳) به دست آمد که در مجموع ۵۴۰ میلیون دلار در سراسر جهان فروخت. پیت در سال ۲۰۱۳ درام دوره‌ای ۱۲ سال بردگی را تولید کرد و برای آن برنده جایزه اسکار بهترین فیلم شد. در سال ۲۰۱۴، او در فیلم جنگی خشم بازی کرد. این فیلم نقدهای مثبتی از منتقدان دریافت کرد و در گیشه موفق بود. در سال ۲۰۱۹ او در کنار لئوناردو دی‌کاپریو در فیلم روزی روزگاری در هالیوود به کارگردانی کوئنتین تارانتینو بازی کرد. در همان سال، او در فیلم علمی تخیلی به‌سوی ستارگان به کارگردانی جیمز گری ایفای نقش کرد. او برای بازی در نقش یک بدلکار در فیلم روزی روزگاری در هالیوود، برندهٔ جایزهٔ اسکار، جایزهٔ فیلم منتخب منتقدان، جایزهٔ گلدن گلوب، جایزهٔ انجمن بازیگران، و جایزهٔ بفتا برای بهترین بازیگر نقش مکمل مرد شد.

## فیلم
| سال  | عنوان                               | به‌عنوان | به‌عنوان   | نقش                                      | توضیحات      | منبع            |
| سال  | عنوان                               | بازیگر  | تهیه‌کننده | نقش                                      | توضیحات      | منبع            |
| ---- | ----------------------------------- | ------- | --------- | ---------------------------------------- | ------------ | --------------- |
| ۱۹۸۷ | هانک                                | آری     | نه        | پسر کنار ساحل با نوشیدنی                 | جزئی         | [ ۲۳ ]          |
| ۱۹۸۷ | هیچ راهی وجود ندارد                 | آری     | نه        | مهمان کراوات مشکی جشن                    | جزئی         | [ ۲۴ ]          |
| ۱۹۸۷ | سرزمین هیچ‌کس                        | آری     | نه        | پیشخدمت                                  | جزئی         | [ ۲۵ ]          |
| ۱۹۸۷ | کمتر از صفر                         | آری     | نه        | یکی از حضار جشن/پسر آماده دعوا           | جزئی         | [ ۲۵ ]          |
| ۱۹۸۸ | نیمه تاریک خورشید                   | آری     | نه        | ریک                                      |              | [ ۲۵ ]          |
| ۱۹۸۹ | با هم خوشبخت                        | آری     | نه        | برایان                                   |              | [ ۲۶ ]          |
| ۱۹۸۹ | طبقه برنده                          | آری     | نه        | دویت اینگلاس                             |              | [ ۲۷ ]          |
| ۱۹۹۱ | از میان مسیرها                      | آری     | نه        | جو مالونی                                |              | [ ۲۸ ]          |
| ۱۹۹۱ | تلما و لوییز                        | آری     | نه        | جی. دی                                   |              | [ ۲۹ ]          |
| ۱۹۹۱ | جانی سوئید                          | آری     | نه        | جانی سوئید                               |              | [ ۳۰ ]          |
| ۱۹۹۲ | تماس                                | آری     | نه        | کاکس                                     | فیلم کوتاه   | [ ۳۱ ]          |
| ۱۹۹۲ | دنیای باحال                         | آری     | نه        | فرانک هریس                               |              | [ ۳۲ ]          |
| ۱۹۹۲ | رودخانه‌ای از میان آن می‌گذرد         | آری     | نه        | پاول مکلین                               |              | [ ۳۳ ]          |
| ۱۹۹۳ | کالیفرنیا                           | آری     | نه        | ارلی گریس                                |              | [ ۳۴ ]          |
| ۱۹۹۳ | داستان عاشقانه واقعی                | آری     | نه        | فلوید                                    |              | [ ۳۵ ]          |
| ۱۹۹۴ | علاقه                               | آری     | نه        | الیوت فاولر                              |              | [ ۳۶ ]          |
| ۱۹۹۴ | مصاحبه با خون‌آشام                   | آری     | نه        | لویی دو پونت دو لاک                      |              | [ ۳۷ ]          |
| ۱۹۹۴ | افسانه‌های خزان                      | آری     | نه        | تریستان لادلو                            |              | [ ۳۸ ]          |
| ۱۹۹۵ | هفت                                 | آری     | نه        | دیوید میلز                               |              | [ ۳۹ ]          |
| ۱۹۹۵ | ۱۲ میمون                            | آری     | نه        | جفری جوینس                               |              | [ ۴۰ ]          |
| ۱۹۹۶ | خفتگان                              | آری     | نه        | مایکل سالیوان                            |              | [ ۴۱ ]          |
| ۱۹۹۷ | متعلق به شیطان                      | آری     | نه        | روری دوانی (فرانسیس آستین مک‌کوری)        |              | [ ۴۲ ]          |
| ۱۹۹۷ | هفت سال در تبت                      | آری     | نه        | هاینریش هارر                             |              | [ ۴۳ ]          |
| ۱۹۹۸ | با جو بلک آشنا شوید                 | آری     | نه        | مرد جوان در کافی‌شاپ/مرگ در قالب «جو بلک» |              | [ ۴۴ ]          |
| ۱۹۹۹ | باشگاه مبارزه                       | آری     | نه        | تایلر دوردن                              |              | [ ۴۵ ]          |
| ۱۹۹۹ | جان مالکوویچ بودن                   | آری     | نه        | خودش                                     | حضور افتخاری | [ ۴۶ ]          |
| ۲۰۰۰ | قاپ‌زنی                              | آری     | نه        | میکی اونیل                               |              | [ ۴۷ ]          |
| ۲۰۰۱ | مکزیکی                              | آری     | نه        | جری ولباخ                                |              | [ ۴۸ ]          |
| ۲۰۰۱ | جاسوس‌بازی                           | آری     | نه        | تام بیشاپ                                |              | [ ۴۹ ]          |
| ۲۰۰۱ | یازده یار اوشن                      | آری     | نه        | راستی رایان                              |              | [ ۵۰ ]          |
| ۲۰۰۲ | اعترافات یک ذهن خطرناک              | آری     | نه        | برد                                      | حضور افتخاری | [ ۵۱ ]          |
| ۲۰۰۳ | سندباد: افسانه هفت دریا             | آری     | نه        | سندباد (صداگذاری)                        |              | [ ۵۲ ]          |
| ۲۰۰۴ | تروآ                                | آری     | نه        | آشیل                                     |              | [ ۵۳ ]          |
| ۲۰۰۴ | دوازده یار اوشن                     | آری     | نه        | راستی رایان                              |              | [ ۵۴ ]          |
| ۲۰۰۵ | آقا و خانم اسمیت                    | آری     | نه        | جان اسمیت                                |              | [ ۵۵ ]          |
| ۲۰۰۶ | خدا از ما خسته شده                  | نه      | اجرایی    | —                                        |              | [ ۵۶ ]          |
| ۲۰۰۶ | رفتگان                              | نه      | آری       | —                                        |              | [ ۵۷ ]          |
| ۲۰۰۶ | دویدن با قیچی                       | نه      | آری       | —                                        |              | [ ۵۸ ]          |
| ۲۰۰۶ | بابل                                | آری     | نه        | ریچارد جونز                              |              | [ ۵۹ ]          |
| ۲۰۰۷ | پروژه تهوآکان                       | نه      | اجرایی    | —                                        | فیلم کوتاه   | [ ۶۰ ]          |
| ۲۰۰۷ | سال سگ                              | نه      | اجرایی    | —                                        |              | [ ۶۱ ]          |
| ۲۰۰۷ | قلب قدرتمند                         | نه      | آری       | —                                        |              | [ ۶۲ ]          |
| ۲۰۰۷ | سیزده یار اوشن                      | آری     | نه        | راستی رایان                              |              | [ ۶۳ ]          |
| ۲۰۰۷ | قتل جسی جیمز به‌دست رابرت فورد بزدل  | آری     | آری       | جسی جیمز                                 |              | [ ۶۴ ]          |
| ۲۰۰۸ | بخوان و بسوزان                      | آری     | نه        | چاد فلدهیمر                              |              | [ ۶۵ ]          |
| ۲۰۰۸ | مورد عجیب بنجامین باتن              | آری     | نه        | بنجامین باتن                             |              | [ ۶۶ ]          |
| ۲۰۰۹ | حرامزاده‌های لعنتی                   | آری     | نه        | ستوان آلدو رین                           |              | [ ۶۷ ]          |
| ۲۰۰۹ | همسر مسافر زمان                     | نه      | اجرایی    | —                                        |              | [ ۶۸ ]          |
| ۲۰۰۹ | زندگی شخصی پیپا لی                  | نه      | اجرایی    | —                                        |              | [ ۶۹ ]          |
| ۲۰۱۰ | ابر ذهن                             | آری     | نه        | مترومن (صداگذاری)                        |              | [ ۷۰ ]          |
| ۲۰۱۰ | کیک-اس                              | نه      | آری       | —                                        |              | [ ۷۱ ]          |
| ۲۰۱۰ | بخور عبادت کن عشق بورز              | نه      | آری       | —                                        |              | [ ۷۲ ]          |
| ۲۰۱۱ | درخت زندگی                          | آری     | آری       | اوبرین                                   |              | [ ۷۳ ]          |
| ۲۰۱۱ | مانیبال                             | آری     | آری       | بیلی بین                                 |              | [ ۷۴ ]          |
| ۲۰۱۱ | خوش قدم ۲                           | آری     | نه        | ویل کریل (صداگذاری)                      |              | [ ۷۵ ]          |
| ۲۰۱۲ | کشتار با لطافت                      | آری     | آری       | جکی کوگان                                |              | [ ۷۶ ]          |
| ۲۰۱۳ | جنگ جهانی زد                        | آری     | آری       | گری لین                                  |              | [ ۷۷ ]          |
| ۲۰۱۳ | کیک-اس ۲                            | نه      | آری       | —                                        |              | [ ۷۸ ]          |
| ۲۰۱۳ | مردان بزرگ                          | نه      | اجرایی    | —                                        | مستند        | [ ۷۹ ]          |
| ۲۰۱۳ | ۱۲ سال بردگی                        | آری     | آری       | ساموئل باس                               |              | [ ۸۰ ] [ ۸۱ ]   |
| ۲۰۱۳ | مشاور                               | آری     | نه        | وستری                                    |              | [ ۸۲ ]          |
| ۲۰۱۴ | خشم                                 | آری     | اجرایی    | گروهبان ارتش آمریکا، دان «وارددی» کالیر  |              | [ ۸۳ ]          |
| ۲۰۱۴ | سلما                                | نه      | اجرایی    | —                                        |              | [ ۸۴ ]          |
| ۲۰۱۵ | داستان واقعی                        | نه      | اجرایی    | —                                        |              | [ ۸۵ ]          |
| ۲۰۱۵ | تست                                 | آری     | آری       | خودش                                     | فیلم کوتاه   | [ ۸۶ ]          |
| ۲۰۱۵ | کنار دریا                           | آری     | آری       | رونالد                                   |              | [ ۸۷ ]          |
| ۲۰۱۵ | اصابت به رأس                        | نه      | آری       | راوی                                     | مستند        | [ ۸۸ ]          |
| ۲۰۱۵ | رکود بزرگ                           | آری     | آری       | بن ریکرت                                 |              | [ ۸۹ ]          |
| ۲۰۱۶ | مهتاب                               | نه      | اجرایی    | —                                        |              | [ ۹۰ ]          |
| ۲۰۱۶ | سفر زمان                            | آری     | آری       | راوی (صداگذاری)                          | مستند        | [ ۹۱ ]          |
| ۲۰۱۶ | متفقین                              | آری     | نه        | مکس واتن                                 |              | [ ۹۲ ]          |
| ۲۰۱۶ | شهر گمشده زی                        | نه      | اجرایی    | —                                        |              | [ ۹۳ ] [ ۹۴ ]   |
| ۲۰۱۷ | اوکجا                               | نه      | اجرایی    | —                                        |              | [ ۹۵ ]          |
| ۲۰۱۷ | ماشین جنگ                           | آری     | آری       | ژنرال گلن مک‌ماهن                         |              | [ ۹۶ ]          |
| ۲۰۱۷ | وضعیت برد                           | نه      | آری       | —                                        |              | [ ۹۷ ]          |
| ۲۰۱۸ | ددپول ۲                             | آری     | نه        | ونیشر/تلفورد پورتر                       | حضور افتخاری | [ ۹۸ ]          |
| ۲۰۱۸ | پسر زیبا                            | نه      | آری       | —                                        |              | [ ۹۹ ]          |
| ۲۰۱۸ | اگر خیابان بیل می‌توانست حرف بزند    | نه      | اجرایی    | —                                        |              | [ ۱۰۰ ]         |
| ۲۰۱۸ | مشاور                               | نه      | آری       | —                                        |              | [ ۱۰۱ ]         |
| ۲۰۱۹ | آخرین مرد سیاه‌پوست در سان فرانسیسکو | نه      | اجرایی    | —                                        |              | [ ۱۰۲ ]         |
| ۲۰۱۹ | روزی روزگاری در هالیوود             | آری     | نه        | کلیف بوث                                 |              | [ ۱۰۳ ]         |
| ۲۰۱۹ | پادشاه                              | نه      | آری       | —                                        |              | [ ۱۰۴ ]         |
| ۲۰۱۹ | به‌سوی ستارگان                       | آری     | آری       | روی مک‌براید                              |              | [ ۱۰۵ ]         |
| ۲۰۲۰ | کجیلیونر                            | نه      | اجرایی    | —                                        |              | [ ۱۰۶ ]         |
| ۲۰۲۰ | میناری                              | نه      | اجرایی    | —                                        |              | [ ۱۰۷ ] [ ۱۰۸ ] |
| ۲۰۲۰ | سرسخت                               | نه      | اجرایی    | —                                        |              | [ ۱۰۹ ]         |
| ۲۰۲۲ | شهر گمشده                           | آری     | نه        | جک ترینر                                 |              | [ ۱۱۰ ]         |
| ۲۰۲۲ | پدر عروس                            | نه      | اجرایی    | –                                        |              |                 |
| ۲۰۲۲ | قطار سریع‌السیر                      | آری     | نه        | لیدی‌باگ                                  |              | [ ۱۱۱ ]         |
| ۲۰۲۲ | آن زن گفت                           | نه      | آری       | —                                        |              |                 |
| ۲۰۲۲ | حرف‌های زنانه                        | نه      | اجرایی    | —                                        |              | [ ۱۱۲ ]         |
| ۲۰۲۲ | بلوند                               | نه      | آری       | —                                        |              | [ ۱۱۳ ]         |
| ۲۰۲۲ | بابیلون                             | آری     | نه        | جک کانراد                                |              | [ ۱۱۴ ]         |
| ۲۰۲۳ | منظره با دست نامرئی                 | نه      | اجرایی    | —                                        |              | [ ۱۱۵ ]         |
| ۲۰۲۴ | باب مارلی: یک عشق                   | نه      | اجرایی    | —                                        |              | [ ۱۱۶ ]         |
| ۲۰۲۴ | ایف                                 | آری     | نه        | کیث (صداپیشه)                            |              | [ ۱۱۸ ]         |
| ۲۰۲۴ | بیتل‌جوس بیتل‌جوس                     | نه      | اجرایی    | —                                        |              | [ ۱۱۹ ]         |
| ۲۰۲۴ | ولفس                                | آری     | آری       | نیک                                      |              | [ ۱۲۰ ]         |
| ۲۰۲۵ | اف۱                                 | آری     | آری       | سانی هیز                                 |              | [ ۱۲۱ ]         |

## تلویزیون
| سال        | عنوان                     | به‌عنوان | به‌عنوان    | نقش                   | توضیحات                              | منبع            |
| سال        | عنوان                     | بازیگر  | مدیر تولید | نقش                   | توضیحات                              | منبع            |
| ---------- | ------------------------- | ------- | ---------- | --------------------- | ------------------------------------ | --------------- |
| ۱۹۸۷       | دنیایی دیگر               | آری     | نه         | کریس                  | ۲ قسمت                               | [ ۱۲۲ ]         |
| ۱۹۸۷       | مسائل اولیه               | آری     | نه         | جف و جانان کیث        | ۲ قسمت                               | [ ۱۲۳ ]         |
| ۱۹۸۷       | برتر کلاس                 | آری     | نه         | چاک                   | قسمت: «یاران»                        | [ ۱۲۲ ]         |
| ۱۹۸۷       | کابوس‌های فردی             | آری     | نه         | ریک آستین             | قسمت: «بلیت‌های سیاه»                 | [ ۱۲۳ ]         |
| ۱۹۸۷       | دالاس                     | آری     | نه         | رندی                  | ۴ قسمت                               | [ ۱۲۴ ]         |
| ۱۹۸۸       | آزمون و خطا               | آری     | نه         | چمدان‌بر هتل           | قسمت: «نوش جان»                      | [ ۱۲۵ ] [ ۱۲۶ ] |
| ۱۹۸۸       | سنگسار در منطقه فولهام    | آری     | نه         | تدی                   | تله‌فیلم                              | [ ۱۲۲ ]         |
| ۱۹۸۸       | خیابان جامپ شماره ۲۱      | آری     | نه         | پیتر                  | قسمت: «بهترین سال‌های عمرت»           | [ ۱۲۲ ]         |
| ۱۹۹۰       | نگاره                     | آری     | نه         | فیلمبردار             | تله‌فیلم                              | [ ۱۲۷ ]         |
| ۱۹۹۰       | برای مردن خیلی جوان است؟  | آری     | نه         | بیلی کانتون           | تله‌فیلم                              | [ ۱۲۷ ]         |
| ۱۹۹۰       | روزهای خوب                | آری     | نه         | واکر لاوجوی           | ۶ قسمت                               | [ ۱۲۸ ]         |
| ۱۹۹۲       | داستان‌هایی از ترس و شجاعت | آری     | نه         | بیلی                  | بخش: «پادشاه جاده»                   | [ ۱۲۹ ]         |
| ۱۹۹۲       | قصه‌هایی از سردابه         | آری     | نه         | بیلی                  | قسمت: «پادشاه جاده»                  | [ ۱۳۰ ]         |
| ۱۹۹۸       | پخش زنده شنبه شب          | آری     | نه         | خودش                  | میزبان: دیوید اسپید                  | [ ۱۳۱ ]         |
| ۲۰۰۱       | فرندز                     | آری     | نه         | ویل کولبرت            | قسمت: «یکی با شایعه»                 | [ ۱۳۲ ]         |
| ۲۰۰۲       | کله‌خر                     | آری     | نه         | خودش                  | ۲ قسمت                               | [ ۱۳۳ ]         |
| ۲۰۰۳       | پادشاه تپه                | آری     | نه         | پچ بومهاور (صداگذاری) | قسمت: «پچ بومهاور»                   | [ ۱۳۴ ]         |
| ۲۰۰۸       | زیبا/خوش قیافه            | نه      | آری        | —                     |                                      | [ ۱۳۵ ]         |
| ۲۰۱۴       | رستاخیز                   | نه      | آری        | —                     | قسمت: «بازگشته»                      | [ ۱۳۶ ]         |
| ۲۰۱۴       | قلب طبیعی                 | نه      | آری        | —                     |                                      | [ ۱۳۷ ]         |
| ۲۰۱۴       | بلبل                      | نه      | آری        | —                     |                                      | [ ۱۳۸ ]         |
| ۲۰۱۹–۲۰۱۶  | او ای                     | نه      | آری        | —                     |                                      | [ ۱۳۹ ]         |
| ۲۰۱۹–۲۰۱۸  | تلخ شیرین                 | نه      | آری        | —                     |                                      | [ ۱۴۰ ]         |
| ۲۰۱۸–۲۰۱۷  | نمایش جیم جفریز           | آری     | نه         | کارشناس هواشناسی      | ۷ قسمت، حضور افتخاری                 | [ ۱۴۱ ]         |
| ۲۰۲۰–اکنون | لگو مسترز                 | نه      | آری        | —                     |                                      | [ ۱۴۲ ]         |
| ۲۰۲۰       | روز سوم                   | نه      | آری        | —                     | قسمت: «پنجشنبه — پدر»                | [ ۱۴۳ ]         |
| ۲۰۲۰       | سلبریتی آی‌اویو            | نه      | نه         | خودش                  | قسمت: «برد پیت حیاط خلوت هدیه می‌دهد» | [ ۱۴۴ ]         |
| ۲۰۲۰       | پخش زنده شنبه شب          | آری     | نه         | دکتر آنتونی فاوچی     | قسمت: «مایلی سایرس»، کلد اوپن        | [ ۱۴۵ ]         |
| ۲۰۲۱       | راه آهن زیرزمینی          | نه      | آری        | —                     | ۱۰ قسمت                              | [ ۱۴۶ ] [ ۱۴۷ ] |
| ۲۰۲۲–اکنون | محدوده بیرونی             | نه      | آری        | —                     |                                      | [ ۱۴۸ ]         |
| ۲۰۲۳       | دیو                       | آری     | نه         | لوک بردلی «برد» پیت   | قسمت: «در جستجوی عشق»                | [ ۱۴۹ ]         |
| ۲۰۲۴–اکنون | مسئله سه جسم              | نه      | آری        | —                     |                                      | [ ۱۵۰ ]         |

## تئاتر
| سال  | عنوان | نقش          | محل برگزاری       | توضیحات | منبع    |
| ---- | ----- | ------------ | ----------------- | ------- | ------- |
| ۲۰۱۲ | ۸     | وان آر. واکر | تئاتر ویل‌شایر ابل | تک‌اجرا  | [ ۱۵۱ ] |